# Nhĩ cán chẻ hai
Nhĩ cán chẻ hai (danh pháp khoa học: Utricularia bifida), là một loài thực vật có hoa sống một năm thuộc chi Utricularia họ Lentibulariaceae. Nó là loài thực vật ăn thịt sống trên cạn. Nó sinh sống trong môi trường đất đá ẩm và ruộng lúa ở độ cao từ 0-1.500 m, ở châu Á và châu Đại Dương và có thể tìm thấy tại Australia, Bangladesh, Myanmar, Campuchia, Trung Quốc, Guam, Ấn Độ, Indonesia, Nhật Bản, bán đảo Triều Tiên, Lào, Malaysia, Nepal, New Guinea, Palau, Philippines, Sri Lanka, Thái Lan, Việt Nam.

## Mô tả
Loài thực vật thân thảo nhỏ, mảnh như sợi chỉ, chìm. Rễ giả và thân bò lan mao dẫn, phân nhánh. Lá mọc từ các mắt của thân bò lan, phiến lá hẹp 0,7-2(-3) cm × 1–4 mm, túi nhỏ mọc trên thân bò lan và lá, kích thước 0,5-1,0 mm, tận cùng là phiến đứng dạng lá màu xanh. Chùm hoa thưa, cao 2–40 cm, ít khi 2-3 hoa. Hoa rộng 5 mm, đài nâu, lá đài 2, không bằng nhau ở trái, vành màu vàng, môi dưới có u cao, móng to. Quả nang hơi tròn, rộng 2,5–4 mm; hột nhỏ 0,4-0,6 mm. Áo hạt với các mắt lưới thuôn dài rõ nét. Ra hoa tháng 6-12, kết quả tháng 7-1.

## Sử dụng
Loài này từng được sử dụng làm thuốc chữa trị bệnh đường niệu sinh dục.

## Thư viện ảnh

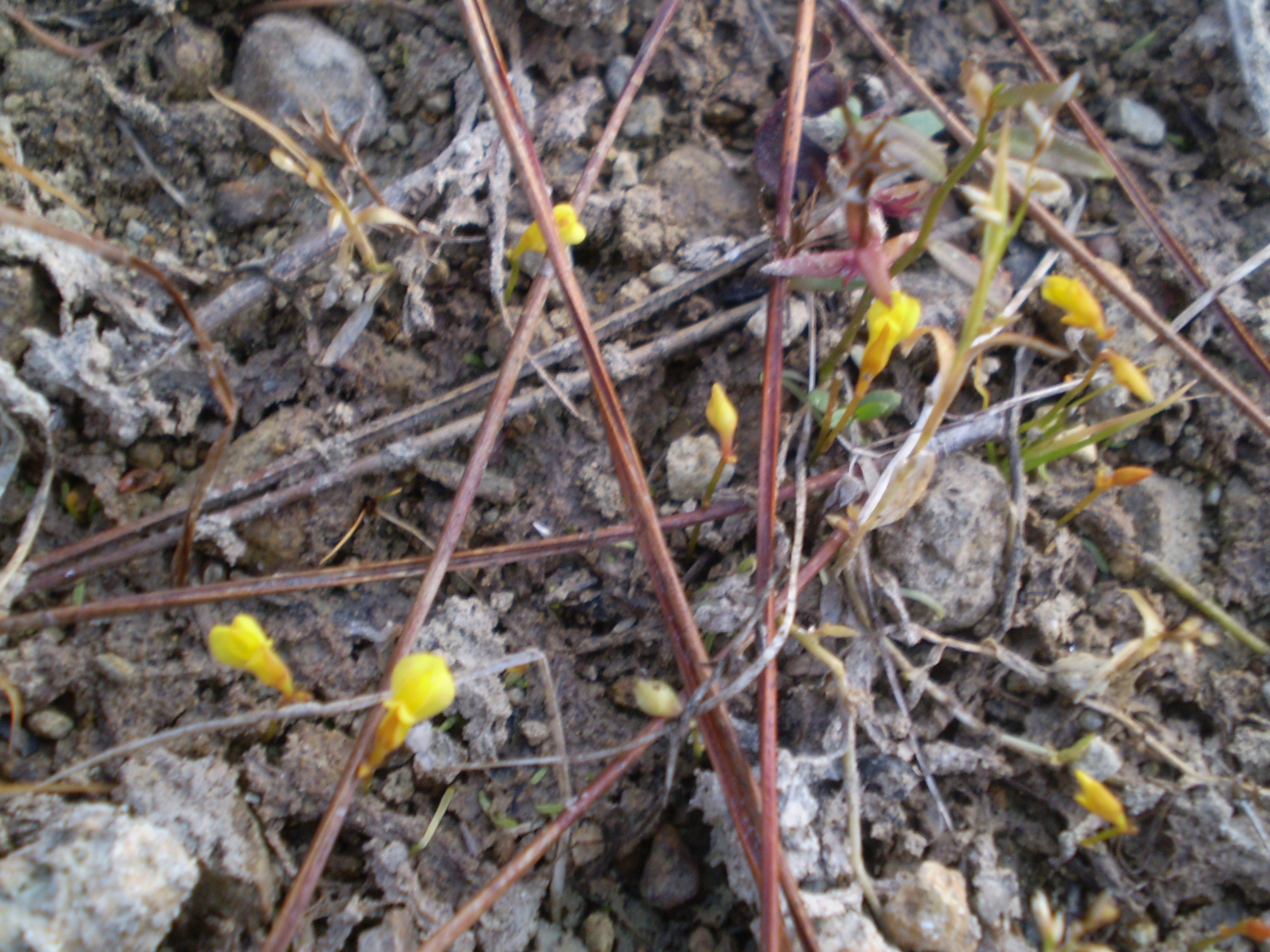
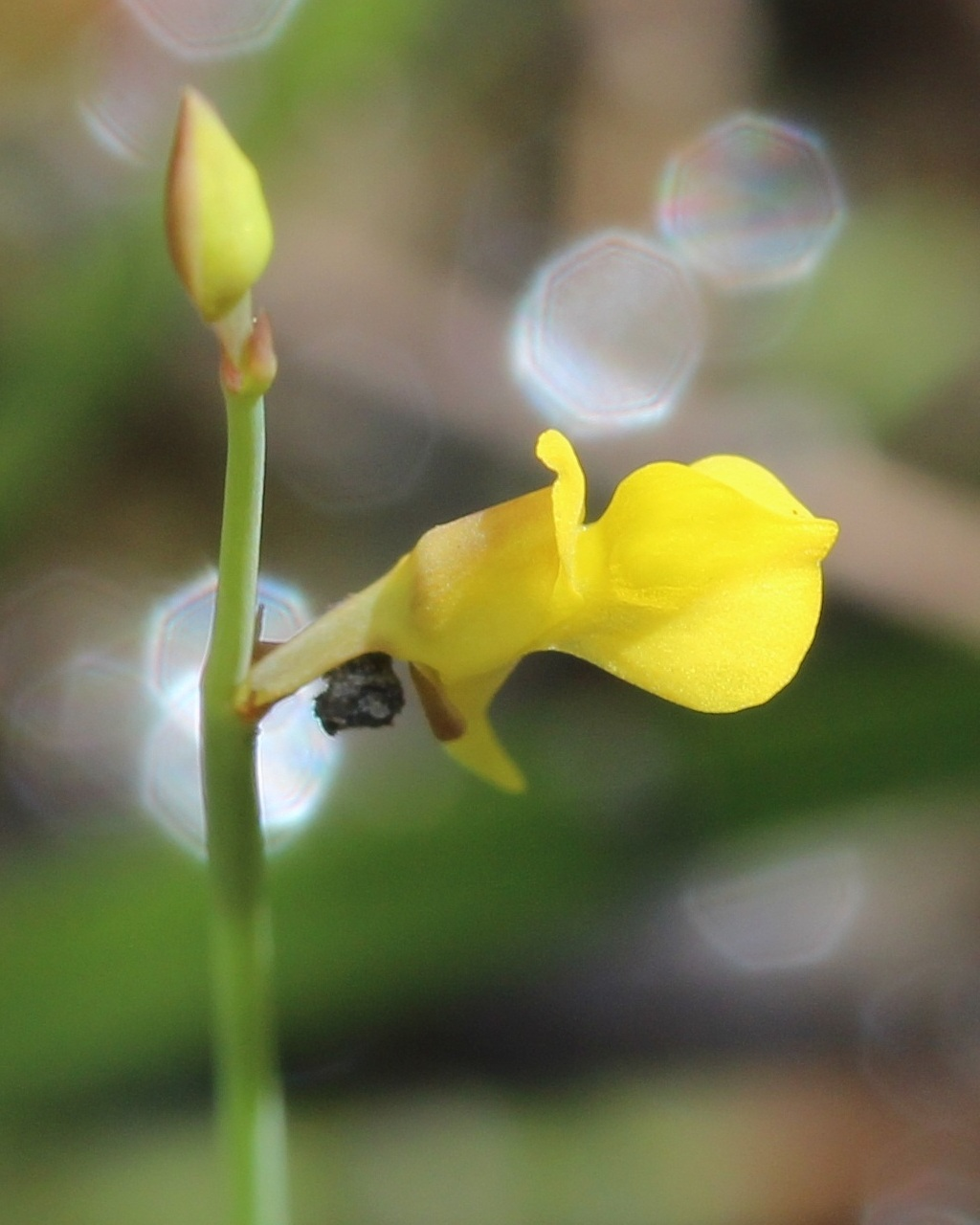
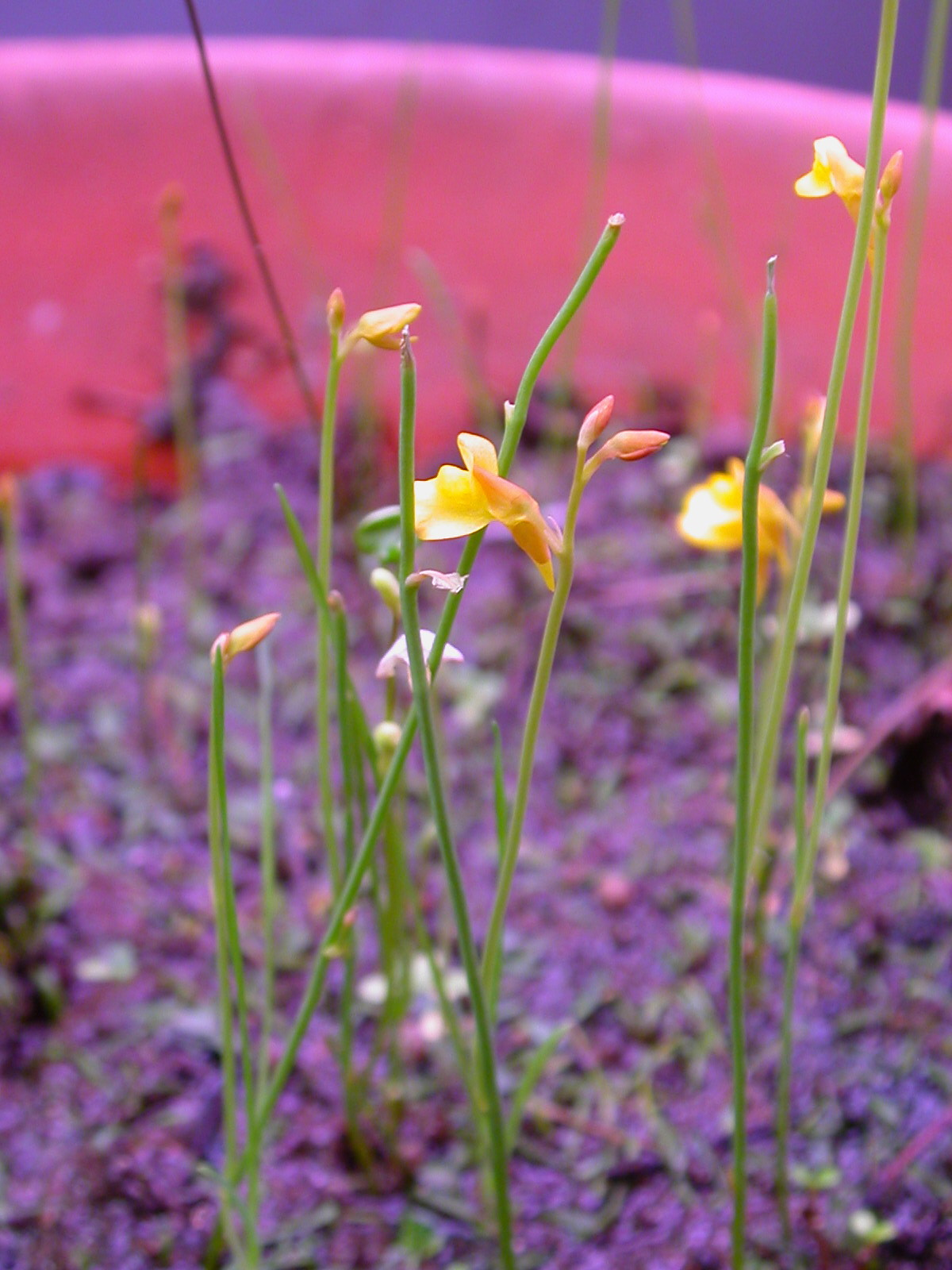